# Ли Ын Бёль
Ли Ын Бёль (кор. 이은별, (англ. Lee Eun-Byul, р.2 октября 1991 г. в гор. Инчхоне) — южнокорейская шорт-трекистка, трёхкратная чемпионка мира, серебряная призёр Олимпийских игр 2010 года на 1500 м.

## Спортивная карьера
Ли Ын Бёль родилась в 1991 году в Инчхоне, где и начала кататься на коньках в начальной школе Джунган, в возрасте 7-ми лет, присоединившись к старшей сестре. Она поднялась до 1 места в беге на 1000 м среди женщин на Национальном чемпионате среди юниоров 2007 года, и 3-е место в общем зачете. На первом и втором курсе старшей школы для девочек Ёнсу, в возрасте 15 лет она была выбрана в юниорскую сборную Кореи и участвовала впервые на юниорском чемпионате мира в Больцано, где собрала урожай из трёх серебряных медалей на 1000 м, 1500 м и в многоборье, а также выиграла золотую в эстафете, на следующий год в Шербруке повторила результат, только в эстафете стала бронзовым призёром. 
Уже в сентябре попала в национальную сборную и на Кубке мира в Пекине заняла 2-е место на 1000 м, а через неделю в Сеуле выиграла 1500 м, в ноябре на этапе в американском Маркете стала третьей на 1500 м. В феврале 2010 года стала серебряным призёром Олимпийских игр в Ванкувере на дистанции 1500 метров, в беге на 500 метров она единственная из сборной вышла в полуфинал и в итоге заняла 8-е место. В эстафете с командой была дисквалифицирована за фол против китайской спортсменки. Её родители, мать Ким Кён Э и отец Юн-Гю Ли по телефону утешали дочь после эстафеты, в которой судьи украли золотую медаль.
В марте 2010 года завоевала серебряную на 1500 м и золотую в эстафете на чемпионате мира в Софии, в общем зачёте заняла 4-е место, ещё через неделю на командном чемпионате мира в Бормио одержала победу в то же в составе Ким Мин Джон, Пак Сын Хи, Чхо Хэ Ри и  Чхве Джун Вон, что и неделей раньше. Она не прошла отбор в сборную на следующий сезон и участвовала во внутренних соревнованиях. 
В феврале 2011 года на зимней Универсиаде в Эрзуруме завоевала бронзу на 500 м и два золота на 1000 и 1500м. В октябре 2011 выиграла на 1500 м две серебряные и одну бронзовую медали на кубке мира в Солт-Лейк-Сити и Сагеней. В феврале 2012 на Кубке мира в Москве взяла золото и серебро на 1500 м, в марте года стала бронзовой призёркой чемпионата мира в Шанхае. У неё была травма плеча и она не смогла показать хороших результатов на осенних этапах Кубка мира и покинула команду после третьего этапа.
В декабре 2013 года Ли участвовала на зимней Универсиаде в Трентино, где выиграла серебряную медаль на дистанции 1000 м и золотую в эстафете. Отбор в Олимпийскую сборную также не прошла, хотя и получила равные очки с Чон Ын Су и Санг Чон Сан, но по принципу отбора пропустила их вперёд. В сезоне 2014/15 годов вновь попала в сборную и участвовала на кубке мира, но индивидуальных успехов не добилась. В конце 2015 на зимней Универсиаде в Гранаде Ли выиграла три серебряные награды. 
В 2016 году на домашнем чемпионате мира в Сеуле выиграла золотую медаль в эстафете вместе с Чхве Мин Джон, Но До Хи, Сим Сок Хи, Ким А Лан. В сезоне 2015/16 годов семь раз становилась первой в эстафете на этапах Кубка мира, а в феврале 2017 года выиграла бронзу эстафеты на этапе в Минке, после чего завершила карьеру.